# Il ventaglio dai fiori di pesco
Il ventaglio dai fiori di pesco (桃花扇S, Táohuā shànP, T'ao-hua shanW) è una delle più importanti opere teatrali della dinastia Qing. Venne scritta da Kǒng Shàngrèn nel 1699 e si tratta di uno dei drammi più lunghi del teatro cinese: è composto da 44 scene e risulta essere ancor più lungo de Il padiglione delle peonie, che ne ha 55.
Gli eventi narrati sono ambientati durante il declino della dinastia Ming, avvenuta una generazione prima rispetto alla pubblicazione dell'opera. Ciò si rivela una scelta coraggiosa, in quanto molti altri autori preferivano trasporre eventi contemporanei o problemi che li riguardavano in un'epoca storica lontana dalla loro. Tutti i personaggi dell'opera si ispirano a persone realmente vissute.

## Storia
Il ventaglio dai fiori di pesco venne scritto in 10 anni e il manoscritto originale venne modificato 3 volte. L'autore Kǒng Shàngrèn si basò sui resoconti di prima mano degli eventi che avevano avuto luogo a Nanchino durante il breve regno di Hongguang, sulle testimonianze dei suoi parenti come suo cugino Kong Shangze (孔尚則) e sulle ricerche approfondite da lui condotte.
Come molte altre opere teatrali, Il ventaglio dai fiori di pesco venne inizialmente diffuso sotto forma di copie manoscritte. La prima stampa originale risale al 1708, 10 anni dopo il completamento dell'opera che nel frattempo era già stata ampiamente rappresentata. Fin dalla sua messa in scena nel 1699 l'opera suscitò immediato scalpore nella società colta di Pechino. La sua prima rappresentazione si tenne durante la festa delle lanterne del 5 marzo 1700, diventando l'evento della stagione. La messa in scena di quest'opera divenne un'occasione di riunione tra gli yimin (遺民, "sopravvissuti"), le famiglie che erano rimaste fedeli alla dinastia Ming e che ne trasmettevano i valori e la nostalgia ai loro discendenti.

## Contesto storico

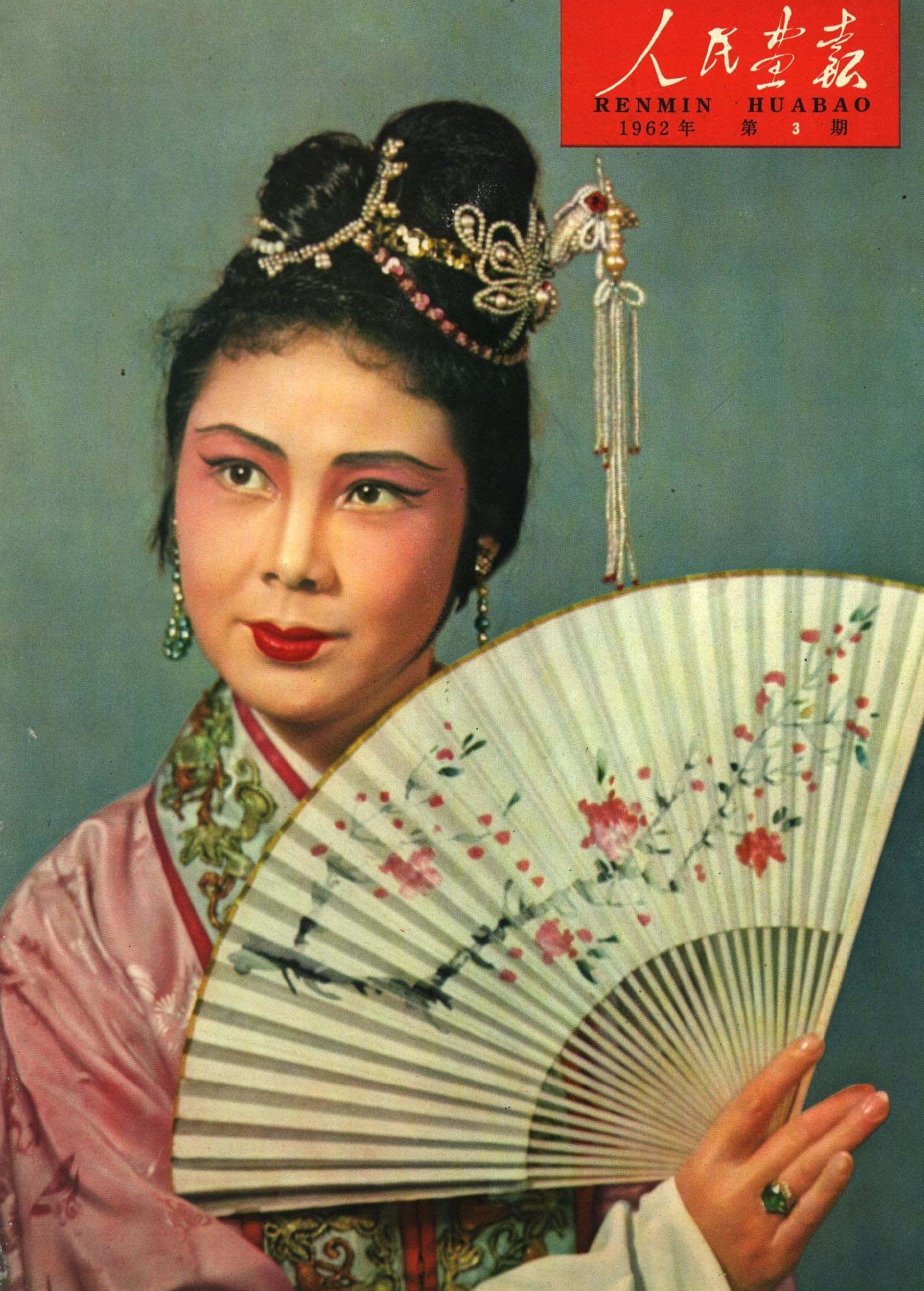
L'attrice Zheng Zhenyao nei panni di Li Xiangjun sulla copertina del Rénmín huàbào, numero 3, 1962

L'opera si svolge interamente tra la primavera del 1643 e l'estate del 1645, tranne che per 3 scene: il prologo e una scena di transizione situata al centro della commedia sono datate 1684, mentre l'epilogo è ambientato il 1 novembre 1648, data che coincide con la nascita dell'autore. Il luogo di ambientazione è Jiangnan, l'odierna Nanchino, dove regna l'imperatore Hongguang dei Ming Meridionali in balia di una corte corrotta.
Hongguang venne proclamato imperatore a Nanchino, capitale sussidiaria dei Ming, dopo che orde di ribelli avevano invaso la Cina settentrionale, conquistato Pechino e causato il suicidio dell'imperatore Chongzhen nell'aprile del 1644. Questi ribelli furono respinti dai manciù, i quali si apprestavano a invadere anche il sud. Il regno di Hongguang era debole e caratterizzato da fazioni e tradimenti ministeriali, corruzione e ostilità tra i generali, per cui il generale Zuo Liangyu approfittò della situazione per dare inizio a un colpo di Stato. Il ministro Shi Kefa schierò il suo esercito per sconfiggere il generale, ma ciò causò la conquista di Nanchino da parte dei manciù.

## Trama
Nell'opera compaiono tutti i principali personaggi storici dell'epoca, come il generale Zuo Liangyu (左良玉, 1599-1645), veterano della lotta contro Li Zicheng, e Shi Kefa (史可法, 1601-1645), gran segretario e ministro della guerra fedelissimo dei Ming Meridionali che perse la vita durante il massacro di Yangzhou del 1645. Un altro personaggio importante è Ruan Dacheng (1587-1646), poeta e drammaturgo che ne Il ventaglio dai fiori di pesco viene rappresentato in chiave fortemente negativa e considerato un traditore, in quanto esercitò una vendetta nei confronti degli eredi del movimento Donglin (東林).
L'opera deve il suo nome alla storia d'amore tra Li Xiangjun, una cortigiana delle otto bellezze del Qinhuai, e l'importante studioso Hou Fangyu (侯方域). La giovane sposa l'uomo per amore, contravvenendo quindi ai suoi doveri di cortigiana, e scappa dalla città per evitare di essere catturata dagli uomini del primo ministro Ma Shiying, che intende darla in sposa a un funzionario di alto rango. La donna si difende dai suoi rapitori con un ventaglio regalatole da Hou Fangyu come pegno d'amore, sul quale l'uomo aveva scritto una poesia la sera delle loro nozze, tuttavia durante lo scontro macchia il ventaglio con il suo sangue. Un mese dopo, il pittore Yang Wencong (楊文驄, 1594-1646) decide di dipingere in verde, sul lato del ventaglio macchiato dal sangue di Li Xianjiun, steli e foglie, di cui queste macchie avrebbero formato i "fiori di pesco". A quel punto la donna cerca di far consegnare il ventaglio al suo amato tra diverse peripezie e intrecci narrativi: alla fine tutti i personaggi di valore che avranno navigato con intelligenza e costanza in mezzo ai turbini della storia saranno ritrovati in un luogo posto sotto il segno della Fonte dei peschi (桃花源). I due amanti si ricongiungeranno brevemente per poi separarsi di nuovo, abbracciando ciascuno l'ordine taoista.

## Analisi

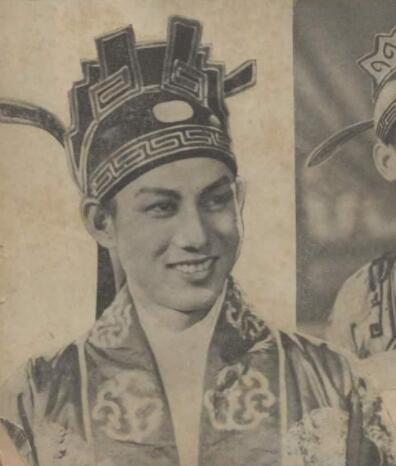
L'attore Bai Yun nei panni di Hou Fangyu, edizione speciale del Jīnxīng tèkān, 1940

Il ventaglio dai fiori di pesco venne completato 55 anni dopo la caduta della dinastia Ming. Gli eventi narrati dunque sono abbastanza vicini ma sufficientemente distanti dall'epoca dell'autore e del suo pubblico a tal punto che il rapporto tra passato e presente appaia particolarmente problematico e ambiguo. Quest'opera è unica nel suo genere perché tratta la storia come un problema, andando in contrasto con le opere teatrali che inscenano leggende restando indifferenti alla veridicità storica. Kǒng Shàngrèn invita a indagare e a riflettere, facendo in modo che sia la storia sia la sua interpretazione facciano parte della scena drammatica.
La relazione tra Li Xianjiun e Hou Fangyu si intreccia con gli eventi storici a loro contemporanei e rappresenta una serie di atteggiamenti nella politica e nella vita culturale della tarda dinastia Ming che si rivelarono fatali per quella grande dinastia. Ad esempio, la serie di piccoli eventi che porta al ricongiungimento dei due amanti corrisponde a una serie di grandi eventi che portarono alla dispersione del regime di Nanchino. Anche la loro successiva separazione in due esistenze trascendenti coincide con l'instaurazione della nuova dinastia Qing. La loro relazione va di pari passo con la lotta intestina a corte tra Ma Shiying (馬士英, 1591-1646) e il vendicativo Ruan Dacheng.
I 30 personaggi dell'opera si suddividono in 3 categorie:
- Se ("colorazione, sensazione, espressione"): 16 personaggi nelle colonne "sinistra" e "destra", accoppiati e bilanciati in sottocategorie, che figurano negli eventi principalmente attraverso o a causa di sentimenti, atteggiamenti o racconti innati
- Ch'i ("forza vitale" o "materiale", "respiro" o "spirito"): 12 personaggi posizionati nelle colonne "dispari" e "pari", sempre accoppiate e bilanciate in sottocategorie, che sono tutti coinvolti negli eventi principalmente attraverso azioni, decisioni e motivazioni
- Ching ("classico, regolare, continuo"): 2 personaggi, contrapposti come "ordito" e "trama", forniscono prospettive elevate e regolano le attività tra gli altri personaggi.

Secondo Kǒng Shàngrèn, le relazioni nella prima categoria sono caratterizzate da un flusso di separazione e unione, laddove uomini e donne si uniscono nelle rispettive consorterie. I destini di coloro che appartengono alla seconda categoria influenzano l'ascesa e il declino dei sistemi socio-politici: uomini di rango superiore e inferiore si associano con altri di rango affine, i primi in amicizia, i secondi in faziosità. L'ordito (ching) sussume questioni di ascesa e declino, mentre la trama (wei) collega i tempi di separazione e unione.

## Edizioni
- (ZH)  Kong Shangren zhu, Taohua Shan, a cura di Wang Lisi e Su Huanzhong xiaozhu, Pechino: Renmin wenxue chubanshe, 1958
- (EN)  Kʿung Shang-jen, The peach blossom fan/Tʿao-hua-shan, traduzione di Chen Shih-hsiang e Harold Acton, con la collaborazione di Cyril Birch, Berkeley [etc.]: University of California Press, 1976